# Anton Heinrich Springer
Anton Heinrich Springer (13. července 1825, Praha – 31. května 1891, Lipsko) byl německý historik umění a publicista činný v Praze, Tübingenu, Bonnu, Štrasburku a Lipsku.

## Život
Springer absolvoval gymnasium na Strahově, kde byl jeho učitelem A. V. Svoboda, žák B. Bolzana a J. Dobrovského. Vystudoval filosofii na Karlově Univerzitě (F. Exner, A. Smetana) a na Universitě v Tübingenu. Po získání doktorátu se jako vědec věnoval historii umění. Pro jeho další směřování bylo významné setkání s okruhem pražských hegeliánů a zejména kontakty a přátelství s profesorem Augustinem Smetanou. Kromě toho měl řadu osobních svazků s českým prostředím – byl vychovatelem Jana a Jaroslava Čermákových a oženil se s dcerou Adolfa Pinkase Isabelou. Její bratr, malíř Soběslav Pinkas, portrétoval Springera kolem roku 1858.
Podnikl řadu studijních cest do Mnichova, Drážďan a Berlína, několik měsíců pobýval v Itálii.
Na základě dříve publikovaných článků dostal nabídku přednášet na pražské Akademii v letech 1846-47 kurs o umění Orientu. Poté na Univerzitě v Tübingenu napsal další doktorskou disertaci o Hegelově filosofii dějin a zapojil se zde do revolučního dění roku 1848.
Na pražské Univerzitě od roku 1848 přednášel nejnovější obecné dějiny, ale neuspěl zde s žádostí o docenturu. Od roku 1849 proto postupně pobýval v Anglii, Francii a Holandsku a roku 1852 se usadil v Bonnu. Roku 1872 mu byla nabídnuta profesura ve Štrasburku a následujícího roku se definitivně přestěhoval do Lipska, kde působil jako profesor středověkého a moderního umění na nově založené katedře dějin umění až do své smrti.

## Dílo
Jako publicista byl Springer zastáncem myšlenky federace států pod vládou Rakouského císařství a prosazoval vedoucí roli Pruska v Německu. Během Krymské války podporoval emancipaci malých jihoevropských států podléhajících Turecku.
Springer měl významnou roli při ustavení historie umění jako vědecké disciplíny. Odmítal literárně-romantické a subjektivní pojetí dějin umění svých současníků Hermanna Grimma a Hermanna Knackfuße i interpretaci dějin umění v díle Jacoba Burckhardta.
Springer postavil na nové základy výklad středověkého uměleckého zobrazování. Jako první vystoupil s názorem, že umění klasického starověku (helénské období) nepřestalo mít vliv na raný a vrcholný středověk a tvořilo podstatnou část okruhu představ, v jejichž rámci pracoval středověký umělec a mezi oběma etapami existuje kontinuita.

### Publikace autora (výběr)

#### Obecná historie
- Geschichte des Revolutionszeitalters (Praha, 1849)
- Österreich, Preussen und Deutschland (Praha, 1851)
- Paris im 18. Jahrhundert (Leipzig, 1856)
- Geschichte Österreichs seit dem Wiener Frieden (Leipzig, 1863-1865), česky Praha 1867
- Protokolle des Verfassungs-Ausschusses im Oesterreichischen Reichstage 1848-1849 (Leipzig, 1885)
- Aus meinem Leben, Praha 1892

#### Historie umění
- Leitfaden der Baukunst des christlichen Mittelalters (Bonn, 1854)
- Handbuch der Kunstgeschichte (Stuttgart, 1855, 7. vydání, Leipzig, 1906)
- Geschichte der bildenden Künste im 14. Jahrhundert (Leipzig, 1858)
- Ikonographische Studien (Wien, 1860)
- Bilder aus der neueren Kunstgeschichte (Bonn 1867, znovu 1886)
- Friedrich Christoph Dahlmann (Leipzig, 1870-1872)
- Raffael und Michelangelo (Leipzig, 1877, 1885)
- Die Kunst des 14. Jahrhunderts (Leipzig 1880-1881)
- Grundzüge der Kunstgeschichte (Leipzig, 1887-1888)
- Albrecht Dürer (Berlin, 1892)

#### Editor
- německé vydání: Joseph Archer Crowe, Giovanni Battista Cavalcaselle, Lives of the Early Flemish Painters (Geschichte der altniederländischen Malerschule, Leipzig, 1875)

#### Rigorózní a habilitační práce
- 1847 Die Hegel´sche Geschichtsanschauung
- 1861 De artificibus monachis et laicis medii aeivi, Bonn